# The Hickey Underworld
The Hickey Underworld is een band afkomstig uit Antwerpen die pop met stevige invloeden van metal speelt. De groep bestaat op dat moment uit Younes Faltakh (zang/gitaar), Jonas Govaerts (gitaar), Georgios Tsakiridis (bas) en Jimmy Wouters (drums). De groep won in 2006 Humo's Rock Rally. Datzelfde jaar speelde de groep voor de eerste maal op het Pukkelpop-festival.
In 2009 kwam het titelloze debuut uit, met de matig succesvolle singles "Future Words", "Mystery Bruise" en "Blonde Fire". Deze laatste levert een nogal lugubere videoclip op, geregisseerd door Joe Vanhoutteghem, waarin een vreemd figuur voorwerpen en zelfs levende mensen creëert uit de rommel die hij vindt.
De plaat werd geproduceerd door de heren van Das Pop. Datzelfde jaar speelde de groep onder meer in de Pyramid Marquee op de slotdag van Rock Werchter.
In 2012 werd het tweede album uitgebracht, "I'm Under The House I'm Dying", opnieuw geproduceerd door Das Pop, en gemixt door Amerikaanse topproducer Dave Sardy. De plaat was donkerder dan zijn voorganger, en bevatte ook minder hitgevoelige singles.
Het jaar 2014 begint in mineur, nadat gitarist Jonas beslist te stoppen met muziek vanwege een chronische gehoorstoornis. Hij stort zich volledig op zijn carrière als regisseur van TV programma's, videoclips en films. De band zit niet bij de pakken neer, en lijft de Vlaamse cultheld Tim Vanhamel (bekend van de bands Millionaire en dEUS) in. Met Tim Vanhamel bracht de band in 2015 een nieuw album uit.
In 2016 stopte de band ermee en ging een deel van de leden verder als Arabnormal. Op 3 februari 2023 kondigde de band hun comeback aan, met Jonas Govaerts op gitaar, en bracht de eerste single uit op 26 mei 2023 'Living On Big Foot'.

## Discografie

### Albums
| Album met hitnotering(en) in de Vlaamse Ultratop 200 albums | Datum van verschijnen | Datum van binnenkomst | Hoogste positie | Aantal weken | Opmerkingen |
| ----------------------------------------------------------- | --------------------- | --------------------- | --------------- | ------------ | ----------- |
| The Hickey Underworld                                       | 09-03-2009            | 14-03-2009            | 3               | 23           |             |
| I'm under the house, I'm dying                              | 13-02-2012            | 18-02-2012            | 8               | 11           |             |
| Ill                                                         | 24-04-2015            | 02-05-2015            | 28              | 13           |             |

### Singles
| Single met hitnotering(en) in de Vlaamse Ultratop 50 | Datum van verschijnen | Datum van binnenkomst | Hoogste positie | Aantal weken | Opmerkingen |
| ---------------------------------------------------- | --------------------- | --------------------- | --------------- | ------------ | ----------- |
| Mystery bruise                                       | 2008                  | -                     | -               | -            |             |
| Future words                                         | 2009                  | 28-03-2009            | 14              | 4            |             |
| Blonde fire                                          | 2009                  | -                     | -               | -            |             |
| Whistling                                            | 2012                  | 18-02-2012            | tip53           | -            |             |
| The frog                                             | 2012                  | -                     | -               | -            |             |
| High school lawyer                                   | 2015                  | 02-05-2015            | tip86           | -            |             |
| Living on big foot                                   | 2023                  | -                     | -               | -            |             |